# 20.ª etapa do Giro d'Italia de 2018
A 20.ª etapa do Giro d'Italia de 2018 decorreu em 26 de maio de 2018 entre Susa e Breuil-Cervinia sobre um percurso de 214 km e foi vencido em solitário pelo ciclista espanhol Mikel Nieve do Mitchelton-Scott.

## Classificação da etapa
| \| Classificação por etapas \| Classificação por etapas \| Classificação por etapas \| Classificação por etapas \| Classificação por etapas \| \| Ciclista \| Ciclista \| Equipe \| Tempo \| \| \| ------------------------ \| ------------------------ \| ------------------------ \| ------------------------ \| ------------------------ \| \| 1. \| Mikel Nieve \| Mitchelton-Scott \| 5h43m48s \| \| \| 2. \| Robert Gesink \| LottoNL-Jumbo \| + 2m17s \| \| \| 3. \| Felix Großschartner \| Bora-Hansgrohe \| + 2m42s \| \| \| 4. \| Giulio Ciccone \| Bardiani CSF \| + 3m45s \| \| \| 5. \| Gianluca Brambilla \| Trek-Segafredo \| + 5m23s \| \| \| 6. \| Wout Poels \| Team Sky \| + 6m03s \| \| \| 7. \| Chris Froome \| Team Sky \| + 6m03s \| \| \| 8. \| Davide Formolo \| Bora-Hansgrohe \| + 6m03s \| \| \| 9. \| Domenico Pozzovivo \| Bahrain-Merida \| + 6m03s \| \| \| 10. \| Richard Carapaz \| Movistar Team \| + 6m03s \| \| |                     |                  |          |
| |                     |                  |          |
| Fonte: ProCyclingStats |                     |                  |          |
| Classificação por etapas |                     |                  |          |
| Ciclista | Ciclista            | Equipe           | Tempo    |
| 1. | Mikel Nieve         | Mitchelton-Scott | 5h43m48s |
| 2. | Robert Gesink       | LottoNL-Jumbo    | + 2m17s  |
| 3. | Felix Großschartner | Bora-Hansgrohe   | + 2m42s  |
| 4. | Giulio Ciccone      | Bardiani CSF     | + 3m45s  |
| 5. | Gianluca Brambilla  | Trek-Segafredo   | + 5m23s  |
| 6. | Wout Poels          | Team Sky         | + 6m03s  |
| 7. | Chris Froome        | Team Sky         | + 6m03s  |
| 8. | Davide Formolo      | Bora-Hansgrohe   | + 6m03s  |
| 9. | Domenico Pozzovivo  | Bahrain-Merida   | + 6m03s  |
| 10. | Richard Carapaz     | Movistar Team    | + 6m03s  |

## Classificações ao final da etapa

### Classificação geral(Maglia Rosa)
| \| Classificação geral \| Classificação geral \| Classificação geral \| Classificação geral \| Classificação geral \| \| Ciclista \| Ciclista \| Equipe \| Tempo \| \| \| ------------------- \| ------------------- \| ------------------- \| ------------------- \| ------------------- \| \| 1. \| Chris Froome \| Team Sky \| 86h11m50s \| \| \| 2. \| Tom Dumoulin \| Team Sunweb \| + 46s \| \| \| 3. \| Miguel Ángel López \| Astana \| + 4m57s \| \| \| 4. \| Richard Carapaz \| Movistar Team \| + 5m44s \| \| \| 5. \| Domenico Pozzovivo \| Bahrain-Merida \| + 8m03s \| \| \| 6. \| Pello Bilbao \| Astana \| + 11m50s \| \| \| 7. \| Patrick Konrad \| Bora-Hansgrohe \| + 13m01s \| \| \| 8. \| George Bennett \| LottoNL-Jumbo \| + 13m17s \| \| \| 9. \| Sam Oomen \| Team Sunweb \| + 14m18s \| \| \| 10. \| Davide Formolo \| Bora-Hansgrohe \| + 15m16s \| \| |                    |                |           |
| |                    |                |           |
| Fonte: ProCyclingStats |                    |                |           |
| Classificação geral |                    |                |           |
| Ciclista | Ciclista           | Equipe         | Tempo     |
| 1. | Chris Froome       | Team Sky       | 86h11m50s |
| 2. | Tom Dumoulin       | Team Sunweb    | + 46s     |
| 3. | Miguel Ángel López | Astana         | + 4m57s   |
| 4. | Richard Carapaz    | Movistar Team  | + 5m44s   |
| 5. | Domenico Pozzovivo | Bahrain-Merida | + 8m03s   |
| 6. | Pello Bilbao       | Astana         | + 11m50s  |
| 7. | Patrick Konrad     | Bora-Hansgrohe | + 13m01s  |
| 8. | George Bennett     | LottoNL-Jumbo  | + 13m17s  |
| 9. | Sam Oomen          | Team Sunweb    | + 14m18s  |
| 10. | Davide Formolo     | Bora-Hansgrohe | + 15m16s  |

### Classificação por pontos(Maglia Ciclamino)
| Classificação por pontos | Classificação por pontos | Classificação por pontos      | Classificação por pontos | Classificação por pontos |
| Ciclista                 | Ciclista                 | Equipe                        | Pontos                   |                          |
| ------------------------ | ------------------------ | ----------------------------- | ------------------------ | ------------------------ |
| 1.                       | Elia Viviani             | Quick-Step Floors             | 306 pts                  |                          |
| 2.                       | Sam Bennett              | Bora-Hansgrohe                | 232 pts                  |                          |
| 3.                       | Davide Ballerini         | Androni Giocattoli-Sidermec   | 127 pts                  |                          |
| 4.                       | Simon Yates              | Mitchelton-Scott              | 113 pts                  |                          |
| 5.                       | Marco Frapporti          | Androni Giocattoli-Sidermec   | 111 pts                  |                          |
| 6.                       | Sacha Modolo             | EF Education First-Drapac     | 110 pts                  |                          |
| 7.                       | Danny van Poppel         | LottoNL-Jumbo                 | 107 pts                  |                          |
| 8.                       | Niccolò Bonifazio        | Bahrain-Merida                | 93 pts                   |                          |
| 9.                       | Tom Dumoulin             | Team Sunweb                   | 73 pts                   |                          |
| 10.                      | Eugert Zhupa             | Wilier Triestina-Selle Italia | 64 pts                   |                          |

### Classificação da montanha(Maglia Azzurra)
| Classificação da montanha | Classificação da montanha | Classificação da montanha | Classificação da montanha | Classificação da montanha |
| Ciclista                  | Ciclista                  | Equipe                    | Pontos                    |                           |
| ------------------------- | ------------------------- | ------------------------- | ------------------------- | ------------------------- |
| 1.                        | Chris Froome              | Team Sky                  | 125 pts                   |                           |
| 2.                        | Giulio Ciccone            | Bardiani CSF              | 108 pts                   |                           |
| 3.                        | Simon Yates               | Mitchelton-Scott          | 91 pts                    |                           |
| 4.                        | Mikel Nieve               | Mitchelton-Scott          | 79 pts                    |                           |
| 5.                        | Thibaut Pinot             | Groupama-FDJ              | 70 pts                    |                           |
| 6.                        | Richard Carapaz           | Movistar Team             | 65 pts                    |                           |
| 7.                        | Tom Dumoulin              | Team Sunweb               | 49 pts                    |                           |
| 8.                        | Esteban Chaves            | Mitchelton-Scott          | 47 pts                    |                           |
| 9.                        | Valerio Conti             | UAE Team Emirates         | 42 pts                    |                           |
| 10.                       | Domenico Pozzovivo        | Bahrain-Merida            | 40 pts                    |                           |

### Classificação dos jovens(Maglia Bianca)
| Classificação dos jovens | Classificação dos jovens | Classificação dos jovens    | Classificação dos jovens | Classificação dos jovens |
| Ciclista                 | Ciclista                 | Equipe                      | Tempo                    |                          |
| ------------------------ | ------------------------ | --------------------------- | ------------------------ | ------------------------ |
| 1.                       | Miguel Ángel López       | Astana                      | 86h16m47s                |                          |
| 2.                       | Richard Carapaz          | Movistar Team               | + 47s                    |                          |
| 3.                       | Sam Oomen                | Team Sunweb                 | + 9m21s                  |                          |
| 4.                       | Valerio Conti            | UAE Team Emirates           | + 1h18m07s               |                          |
| 5.                       | Fausto Masnada           | Androni Giocattoli-Sidermec | + 1h21m16s               |                          |
| 6.                       | Felix Großschartner      | Bora-Hansgrohe              | + 1h23m50s               |                          |
| 7.                       | Matej Mohorič            | Bahrain-Merida              | + 1h35m21s               |                          |
| 8.                       | Maximilian Schachmann    | Quick-Step Floors           | + 1h36m39s               |                          |
| 9.                       | Jack Haig                | Mitchelton-Scott            | + 1h58m09s               |                          |
| 10.                      | Giulio Ciccone           | Bardiani CSF                | + 2h03m58s               |                          |

### Classificação por equipas"Super Team"
| Classificação por equipes | Classificação por equipes | Classificação por equipes | Classificação por equipes |
| Equipe                    | Equipe                    | Tempo                     |                           |
| ------------------------- | ------------------------- | ------------------------- | ------------------------- |
| 1.                        | Sky                       | 259h16m20s                |                           |
| 2.                        | Astana                    | + 24m58s                  |                           |
| 3.                        | Bora-Hansgrohe            | + 43m32s                  |                           |
| 4.                        | Team Sunweb               | + 1h14m35s                |                           |
| 5.                        | AG2R La Mondiale          | + 1h30m32s                |                           |
| 6.                        | Movistar Team             | + 1h39m45s                |                           |
| 7.                        | Lotto NL-Jumbo            | + 1h47m01s                |                           |
| 8.                        | Mitchelton-Scott          | + 2h31m52s                |                           |
| 9.                        | UAE Team Emirates         | + 2h33m27s                |                           |
| 10.                       | Groupama-FDJ              | + 2h34m04s                |                           |

## Abandonos
Nenhum.